# Songs from a Room
| 전문가 평가   | 전문가 평가 |
| 평가 점수     | 평가 점수   |
| 출처          | 점수        |
| ------------- | ----------- |
| AllMusic      | [ 1 ]       |
| Pitchfork     | 8.8/10      |
| Rolling Stone | negative    |
| Rolling Stone | (2007)      |
| Q             | [ 5 ]       |
| Uncut         | [ 6 ]       |

《Songs from a Room》은 1969년 4월 7일에 발매된 캐나다의 음악가 레너드 코언의 두 번째 스튜디오 음반이다. 이 음반은 미국 빌보드 200에서 63위에 올랐고 영국 음반 차트에서는 2위에 올랐다.

## 배경
《Songs From a Room》의 녹음 세션은 1968년 5월 할리우드에서 데이비드 크로스비가 프로듀서로 참여한 가운데 시작되었지만  잘 되지 않았고, 이 음반은 결국 테네시주 내슈빌에서 프로듀서 밥 존스턴과 함께 프로듀싱을 하였다(크로스비 세션의 두 트랙은 2007년 리마스터드 버전에 보너스 트랙으로 포함되어 있다). 존스턴과 코언은 코언의 첫 음반을 함께 작업하기를 원했지만 스튜디오는 존스턴을 다른 곳에 배치했다. 크로스비와의 경험 후, 코언은 프로젝트를 계속하고 싶지 않았지만 존스턴과 이야기를 나눈 후, 존스턴이 《Songs of Leonard Cohen》 믹싱 세션에서 존 사이먼과 논쟁을 벌인 후, 코언이 그의 노래에 적합하다고 생각하는 스파르타적인 사운드를 완성하기 위해 노력할 준비가 되었기 때문에 계속하기로 동의했다. 그 당시 존스턴은 밥 딜런, 조니 캐시, 사이먼 & 가펑클을 제작한 것으로 가장 잘 알려져 있었다. 앤서니 레이놀즈가 그의 책 《Leonard Cohen: A Remarkable Life》에서 관찰한 바와 같이, "이 시점에서 코언은 이 모든 행동들의 혼합체였기 때문에, 코언은 뉴욕의 첼시에서 테네시주의 프랭클린으로 이사했고, 그는 내슈빌에서 30마일 떨어진 농장에서 살았습니다. 코언은 실제 농장에서 몇 가지 데모를 녹음했고, 그렇지 않으면 시골 생활에 몰두했습니다."

## 곡 목록
모든 곡들은 특별한 언급이 없는 한 레너드 코언에 의해 작사/작곡하였다.
| #  | 제목                           | 작사·작곡            | 재생 시간 |
| -- | ------------------------------ | -------------------- | --------- |
| 1. | 〈Bird on the Wire〉           |                      | 3:28      |
| 2. | 〈Story of Isaac〉             |                      | 3:38      |
| 3. | 〈A Bunch of Lonesome Heroes〉 |                      | 3:18      |
| 4. | 〈The Partisan〉               | 하이 자렛, 안나 말리 | 3:29      |
| 5. | 〈Seems So Long Ago, Nancy〉   |                      | 3:41      |

| #  | 제목                     | 재생 시간 |
| -- | ------------------------ | --------- |
| 1. | 〈The Old Revolution〉   | 4:50      |
| 2. | 〈The Butcher〉          | 3:22      |
| 3. | 〈You Know Who I Am〉    | 3:32      |
| 4. | 〈Lady Midnight〉        | 3:01      |
| 5. | 〈Tonight Will Be Fine〉 | 3:53      |

| #  | 제목                                   | 재생 시간 |
| -- | -------------------------------------- | --------- |
| 1. | 〈Like a Bird (Bird on the Wire)〉     | 3:21      |
| 2. | 〈Nothing to One (You Know Who I Am)〉 | 2:17      |

## 인증
| 국가                       | 인증 | 판매량/출하량 |
| -------------------------- | ---- | ------------- |
| 캐나다 (뮤직 캐나다)       | 골드 | 50,000^       |
| ^출하량을 기반으로 한 인증 |      |               |